# Nuova registrazione 527
Nuova registrazione 527 è un singolo della cantante italiana Mara Sattei, pubblicato il 28 febbraio 2020.

## Descrizione
Il brano, scritto dalla stessa cantante, è composto e prodotto da Davide Mattei, in arte Thasup.

## Video musicale
Il video musicale, diretto da Enea Colombi, è stato pubblicato il 3 marzo 2020 attraverso il canale YouTube della cantante.

## Tracce
Testi di Sara Mattei, musiche di Davide Mattei.
1. Nuova registrazione 527 – 2:28

## Classifiche
| Classifica (2021) | Posizione massima |
| ----------------- | ----------------- |
| Italia            | 59                |